# Avitaco
Avitaco ou Abitaco (em latim: Avitacus ou Abitacus) é uma cidade da Gália antiga (atual Aydat, na França).